# مايك جونز (لاعب كرة قدم أمريكية أمريكي)
مايك جونز (بالإنجليزية: Mike L. Jones)‏ هو لاعب كرة قدم أمريكية أمريكي، ولد في 10 نوفمبر 1966 في بريدجبورت في الولايات المتحدة.

## وصلات خارجية
- مايك جونز على موقع مرجع كرة القدم المحترفة.كوم (الإنجليزية)